# Thomastic
A Thomastic egy 1965-ben alakult magyar rockegyüttes, amelyik később eltűnt a magyar zenei életből. Az együttest 1992-ben az egyik korábbi alapító tag, Zsendovits Imre alapította újra. 

## Története

### Korai időszak
Az együttes eredeti felállásban 1965-1968-ig működött. Az 1966-os amatőr zenei fesztiválon, amelyen 350 zenekar indult, az Illés együttes mögött második helyezést értek el. A jutalom egy rádiófelvétel és egy sportcsarnoki jubileumi koncert volt, amelyen még három magyar együttes (Illés, Strings, Echo) és négy külföldi csapat is fellépett. A koncert alapján a közönségdíjat a Thomastic nyerte. Ezután az együttes a vendéglátóiparban szórakoztatott. Akkoriban a rajongók a zenekart a Keleti pályaudvar kultúrteremében láthatták rendszeresen.

## Tagok

### Jelenlegi tagok
- Zsendovits Imre (ének)
- Benkő Zsolt (gitár)
- Kossuth Gábor (gitár)
- Terényi László (basszusgitár)
- Horváth András (billentyűsök)
- Muszta István (dob)

### Alapító tagok
- Cserhalmi István, billentyűs
- Horkai László, ritmusgitár, ének
- Jeszenszky István szólógitár, ének
- Szenczy Miklós dob, zenekarvezető
- Udvarnoki András, basszusgitár
- Zsendovits Imre, ének